# Trent
För andra betydelser, se Trent (olika betydelser).
Trent är en flod i Storbritannien med en längd på 297 kilometer, vilket gör den till landets tredje längsta (efter Severn och Themsen). Floden, som har sin källa i Staffordshire i England, rinner främst åt öster och åt norr och mynnar i Humberviken i Nordsjön. Större delen av norra Midlands ligger inom dess avrinningsområde, som totalt omfattar 10 490 km². Flodens namn kan ha sitt ursprung i en sammandragning av två keltiska ord, tros ('över') och hynt ('väg'), vilket antingen kan indikera en flod som ofta svämmar över sina bräddar, eller en flod som bara kan korsas vid vadställen, där floden rinner över vägen.
Floden är idag navigerbar upp till Burton upon Trent. Historiskt har Trent markerat gräns mellan norra och södra England.

## Städer vid floden
- Stoke-on-Trent
- Burton upon Trent
- Nottingham
- Newark-on-Trent